# Naked Prey
I Naked Prey sono stati un gruppo rock psichedelico statunitense appartenente al movimento del Paisley Underground.
Si sono formati a Tucson in Arizona nel 1982 dall'iniziativa di Van Christian, batterista dei Green on Red, e David Seeger membro dei Giant Sandworms, diventati poi Giant Sand. Oltre ai fondatori hanno suonato nel gruppo il batterista Tommy Larkins, John Convertino e Joey Burns fondatori poi dei Calexico, Chuck Prophet e Rainer Ptacek.
Il loro suono è un insieme di country rock ruvido e folk rock distorto. Il loro disco d'esordio, eponimo, è stato prodotto da Dan Stuart e pubblicato nel 1984 per la Down There di Steve Wynn. I due successivi album sono stati editi dalla Frontier Records.
Il gruppo non ottenne alcun successo commerciale negli Stati Uniti ma fu apprezzato in Europa.

## Formazione
- Van Christian - voce e chitarra
- David Seger - chitarra e voce
- Richard Baden - basso, voce
- Tommy Larkins - batteria

## Discografia

### Album
- Naked Prey (1984)
- Under the Blue Marlin (1986)
- 40 Miles from Nowhere (1987)
- Kill the Messenger (1989)
- Live in Tucson (1990)
- Jumbo's Shinebox (1992)
- And then I Shot Everyone (1995)